# Höhlenwind
Als Höhlenwind oder Bewetterung wird die Luftbewegung in einer Höhle bezeichnet. Im Wesentlichen gibt es drei Ursachen für diese Luftbewegung: Temperaturdifferenzen (konvektiv), Luftdruckdifferenzen (barometrisch) und durch Bewegungsimpulse (mechanisch). Diese drei Mechanismen können gemeinsam auftreten und sich in ihren Wirkungen überlagern.
In Sackhöhlen mit nur einem Eingang ist der Luftstrom relativ schwach im Vergleich zu „Windröhren“ mit mehreren Eingängen. Der Höhlenwind beeinflusst den Eintrag und die Verbreitung von Material in der Höhle. Er hat Einfluss auf biologische Prozesse wie Bakterienbildung sowie mittels Winderosion auf das Höhleneis.
Die barometrische Luftzirkulation entsteht, wenn sich der Luftdruck der Erdatmosphäre in Abhängigkeit von der Wetterlage verändert. Dann wird durch die Höhleneingänge Luft in die Höhle gedrückt (Atmosphärenüberdruck) beziehungsweise aus der Höhle herausgedrückt (Atmosphärenunterdruck). Dieser Wind kann in einigen Höhlen sehr heftig sein, ist jedoch meist von kurzer Dauer (einige Minuten bis Stunden).
Die konvektive Luftzirkulation wird durch Temperaturunterschiede ausgelöst, wie sie in der Atmosphäre durch jahreszeitliche Veränderungen oder Wetterveränderungen auftreten, während die Temperatur im Inneren der Höhle fast konstant ist. Im Sommer ist die Luft in der Höhle kälter als draußen und hat daher eine höhere Dichte, was bei mehreren Eingängen zu einem abwärts gerichteten Wind führt, während dies im Winter umgekehrt ist. Ein im Sommer ausblasender Eingang wird als „meteotief“ bezeichnet, im Winter ausblasende Eingänge als „meteohoch“.
Die Luftbewegung durch Impuls entsteht, wenn die Luft durch eine Bewegung innerhalb der Höhle angetrieben wird, beispielsweise von Menschen oder Höhlenflüssen. Diese sind meist kleinräumig, zum Beispiel in der Nähe eines Wasserfalls.
Löcher im Boden, in denen zumindest gelegentlich ein Wind spürbar ist, bekamen oft den Namen Windloch, Windhöhle oder Wetterloch. In ihrer Umgebung findet sich wegen der kühleren Temperatur im Sommer unter anderem eine spärlichere Vegetation. Sie wurden – ähnliche wie Eishöhlen – beispielsweise zur Lebensmittelkonservierung genutzt. Ein Höhleneingang mit dauerhaftem Luftzug ist stets mit einem weiteren Eingang verbunden. Aus dem Höhlenwind lassen sich grundlegende Eigenschaften der Höhle abschätzen, wie das höhlenklimatisch wirksame Luftvolumen des Höhlensystems, die Höhe der Höhleneingänge oder die Frage, wie die Engstelle am Eingang den Höhlenwind beeinflusst.

## Menschgemachtes
Gleiches gilt für vom Menschen angelegte Stollen, Tunnel und Schächte. Ausreichend kurze Tunnel werden vom von außen ankommenden Wind durchblasen. Weiterer Antrieb kann durchfahrender Schienen- oder Straßenverkehr sein, insbesondere bei Einrichtungsbetrieb in der Röhre.
Längere Tunnel funktionieren anders. Hier wird der Strömungswiderstand des Durchzugs relevant groß und tauscht die Bergwand zunehmend Wärme mit der Innenluft aus.
Tunnel mit nur wenig Höhenunterschied zwischen den zwei Portalen werden typisch mit einem Hochpunkt im Inneren und zwei Gefällestrecken zu den Portalen hin gebaut, um das selbständige Entwässern des Bergwassers auch bei einem überraschenden Wassereinbruch sicherzustellen. Ist es im Freien deutlich kälter als im Berg kann nun warme, also leichte Luft in einen solchen Tunnel den Durchzug versperren. Der Tunnel wirkt dann wie ein umgekehrter Siphon.
In Bergwerken wird die Luftzirkulation mittels aktiver Bewetterung gesteuert mit dem Ziel atembare, nicht zu heiße und nicht brennbare Luftverhältnisse zu erhalten. Längere Tunnel erhalten heute elektrisch betriebene Längs- und Querlüftungen und durch den Berg nach oben geführte Abluftschächte, auch um im Brandfall Brandgase und Rauch abzuführen, sowie abschließbare Fluchtrouten. Schon Tunnelerrichtungsbaustellen werden bewettert, um Abgase von Baumaschinen mit Verbrennungsmotor und Sprengungen abzuführen.